# ماني بابيت
ماني بابيت (بالإنجليزية: Manny Babbitt)‏ هو عسكري أمريكي، ولد في 3 مايو 1949 في Wareham, Massachusetts ‏ في الولايات المتحدة، وتوفي في 4 مايو 1999 في سجن سان كوينتن في الولايات المتحدة بسبب حقنة قاتلة.